# Árvore de Natal Nacional (Estados Unidos)

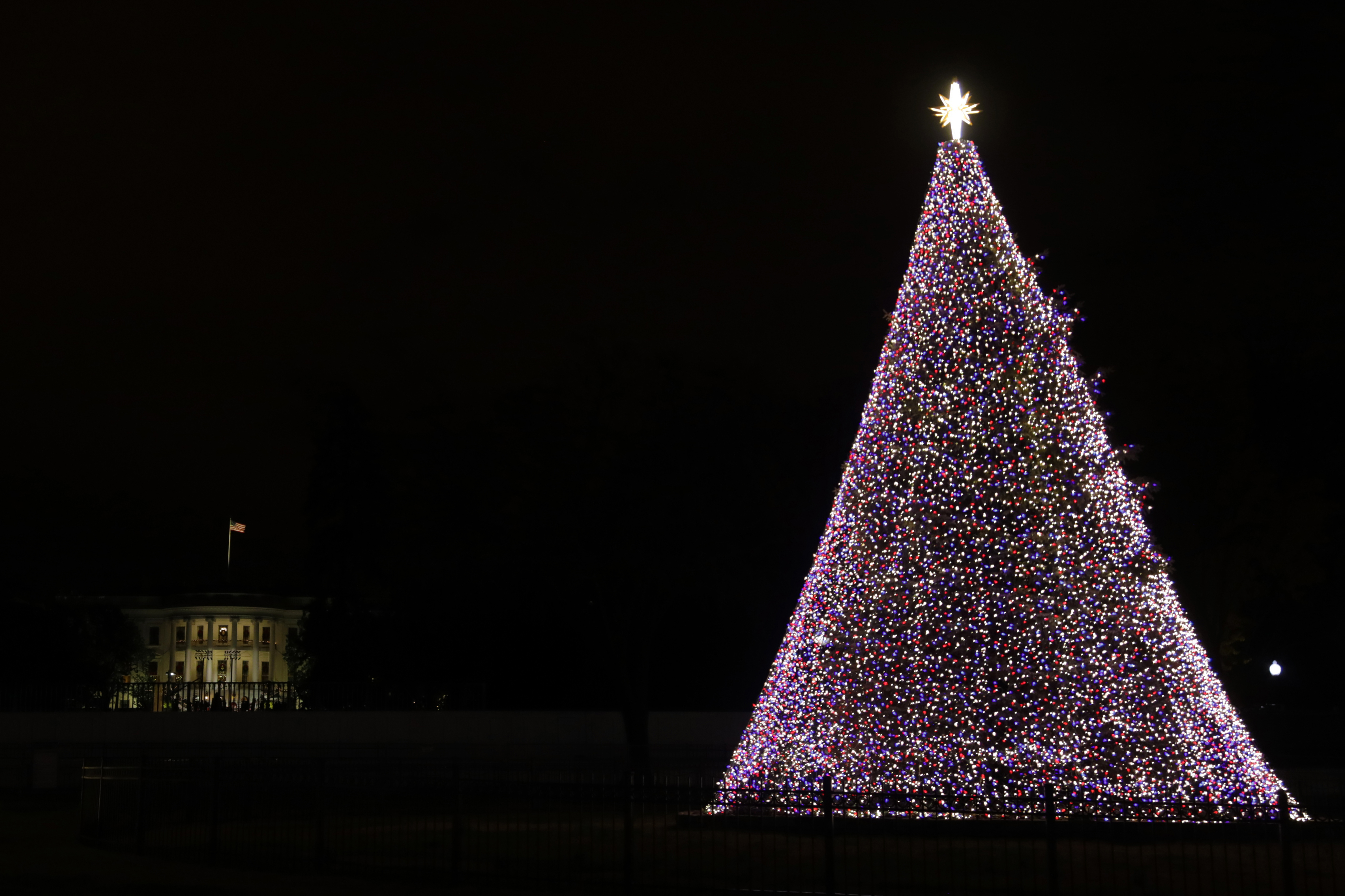
A Árvore de Natal Nacional em 2020

A National Christmas Tree (em português: Árvore de Natal Nacional) é uma grande árvore perene localizada no quadrante nordeste da Ellipse, perto da Casa Branca, em Washington, D.C.. Todos os anos, desde 1923, a árvore é decorada como uma árvore de Natal. Todo ano, no início de dezembro, a árvore é tradicionalmente acesa pelo Presidente e pela Primeira-dama dos Estados Unidos. Todos os presidentes, desde Franklin D. Roosevelt, também fazem comentários formais durante a cerimônia de iluminação da árvore.
Desde 1954, esse evento marca o início das festividades de um mês conhecidas como o Pageant of Peace (Desfile da Paz). A linha de árvores menores que representam os estados dos Estados Unidos, os cinco territórios dos Estados Unidos e o Distrito de Columbia ao redor da Árvore de Natal Nacional é chamada de Pathway to Peace (Caminho para a Paz).